# 拼貼畫

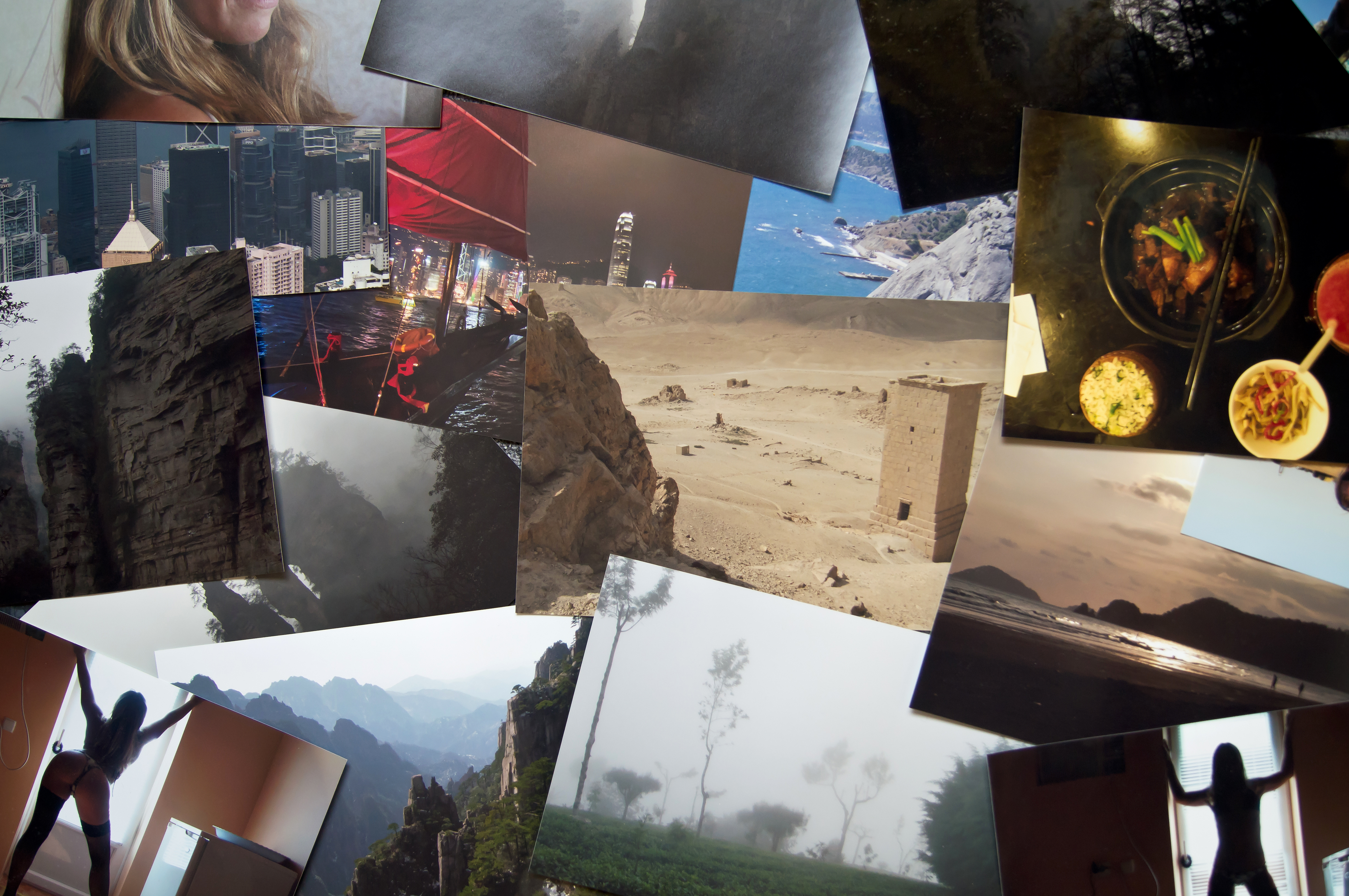

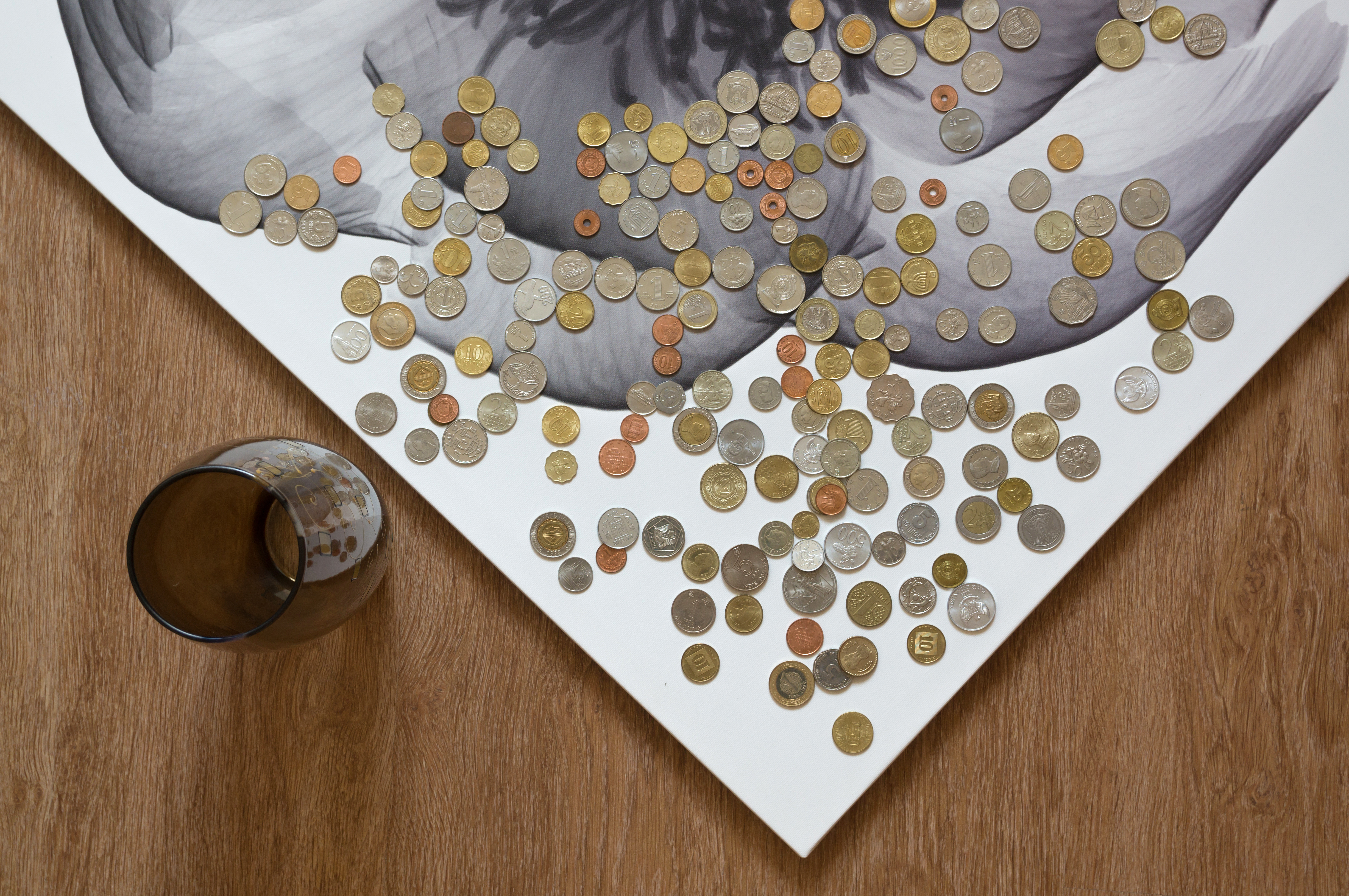

拼貼畫，又音译为珂拉琪（英語：Collage），是為使用黏合劑把實物貼在畫面上的一種特殊技法的意思，並有其獨自的繪畫意義。
拼貼有時可能包括雜誌和報紙的剪報，絲帶，油漆，彩色或手工紙片，其他藝術品或文本的一部分，照片或其他物體，然後被粘在一張紙或畫布上。 拼貼的起源可以追溯到幾百年前，但是這種手法在20世紀初作為一種新穎的藝術形式重新出現。
该手法是由1911年喬治·布拉克所創造，由1919年於德國的包浩斯（Bauhaus）的沃爾特·格羅佩斯（Walter Gropius）教授所提倡，其後推展到美國和日本等國。因有其獨特的繪畫意義，所以與一般的「剪畫」「貼畫」不同。

## 常用材料
「貼紙」或貼「粗砂」、「木片」、「五金」、「鏡片」、「線」等 

## 感觀效果
使鑑賞者得不到要領，費解又覺奇異。讓觀賞者有「那是什麼意思？有什麼意義存在？有什麼作用呢？」等的思考。

## 派別
以立體派、超現實派或抽象派作品為多

### 立體派
以發揮與保存繪畫的技巧與內容為主，把一切事物破壞，然後再組合，提高繪畫上的造型意義，色彩的變化，注重對象「質感」的表現，以期捕捉到繪畫的效果，提高畫面效果，有其繪畫價值。最常貼上張的紙或報紙。立體派鼻祖為世界著名的畫家喬治·布拉克（Georges Braque）1911年因受壁紙的靈感而流傳至今的。

## 超現實派
為建設性的含有文學意義的一種藝術，主要在於提高文藝的效果，擬藉貼在畫面上物質，形成一種語言，以構成一種文學的內容，或把畫面變為造型的或裝飾方面的作用。其黏貼的要素，恆能在畫面上佔有一種作為對象的位置。形式與主題其意義皆因所貼的物質而有所不同。為畫面上的構成美的發展。